# Nikos Kypourgos
Nikos Kypourgos (griechisch Νίκος Κυπουργός, * 21. April 1952) ist ein griechischer Komponist.
Kypourgos studierte Jura und Politikwissenschaft an der Universität Athen. Parallel nahm er Unterricht in Musiktheorie und zeitgenössischer Musik bei Yannis Papaioannou. Als Stipendiat der Alexander-Onassis-Stiftung setzte er seine Ausbildung am Pariser Konservatorium fort, wo er u. a. die Kompositionsklassen von Max Deutsch und Iannis Xenakis besuchte und außerdem Musikethnologie und Musikerziehung studierte. Neben Opern, Ballett-, Schauspiel- und Filmmusiken komponierte er Orchester- und Kammermusik und Lieder. Knots, ein Chorspiel für 16 Stimmen, gewann 1979 den Ersten Preis beim International Rostrum of Composers der UNESCO. Im Bereich der Filmmusik gewann Kypourgos mehr als 20 Preise, darunter im Jahr 2021 den Preis der Griechischen Filmakademie und die Preise für die beste Filmmusik beim Filmfestival Valencia und beim Filmfestival von Antalya.

## Werke
- Asterinos & Chryssomalloussa, mit Lena Platonos, Dimitris Marangopoulos und Nikos Christodolou, Radiooper für Kinder, 1979
- Knots, Chorspiel für 16 Stimmen, 1979
- Olisthima für Streichtrio, 1980
- Ode to Pindar für fünf Stimmen, 1981
- Symphonique für vier Stimmen in vier Sprachen, 1981
- Chenille für Flöte, Klarinette, Bassklarinette, Violine, Viola, Cello und Perkussion, 1983
- In Athens, Ballettmusik, 1985
- Pteroen für Kammerensemble und Tonband, 1986
- Δύο παραδοσιακά τραγούδια, για παιδική χορωδία, 1988
- Medea, Ballettmusik für Tonband, 1992
- Silence, the King is Listening, Musical, 1993
- Film Suite No. 1 für Streichorchester und Klavier, 1994
- Nine Musical Images for Guitar, 1996
- Three Byzantine Hymns für Männerchor, 1999
- Secrets’ Garden, Lieder für Kinder, 2001
- Digenis Akritas, Folk-Oper, 2002
- La Celestina, Suite im alten Stil für Streicher, 2002
- Invocations, drei Choroden von Euripides für gemischten Chor und Kammerorchester, 2003
- Double Helix, Musik für die Eröffnungszeremonie der Olympischen Spiele in Athen, 2004
- Silent Woman, Suite im alten Stil für neun Instrumente, 2005
- Sweet Suite nach Themen Manos Hadjidakis, für Orchester, 2006
- «Δειλινό με σύννεφα έτσι όπως τ’ αποτυπώνει της ορτανσίας η ακοή» für Orchester, 2006
- The Rocks, Ballettmusik, 2006
- Report to Moralis für Streicher, Klavier und Perkussion, 2007
- Andromaque, Suite für Orchester, 2007
- Orient Express Suite, sieben Orchesterminiaturen für Streicher und Perkussion, 2008
- Film Suite «In Canto» für Frauenstimme und Orchester, 2008
- Parade für Blechbläserquintett, 2008
- Four Byzantine Hymns für Bläseroktett, 2008
- Ta Peran (Faraway) für Kinderchor, Orgel und Orchester, 2008
- Beware, the Prince is Messy!, Kinderoper, 2013
- A Quiet Voice, Ballettmusik, 2014
- Medusa, Ballettmusik, 2014
- Peace by Aristophanes, musikalische Komödie, 2017
- Medea by Bost, 2019